# حكومة رشيد كرامي السادسة
الحكومة اللبنانية التاسعة والثلاثون بعد الاستقلال، والخامسة بعهد الرئيس شارل حلو، وهي سادس حكومة يترأسها رشيد كرامي. شكلت الحكومة بموجب المرسوم رقم 6317 بتاريخ 6 كانون الأول / ديسمبر 1966، ونالت الثقة بموجب 51 صوتاً ضد 16 صوتاً وامتناع 9، واستقالت الحكومة بتاريخ 8 شباط / فبراير 1968.

## أعضاء الحكومة
- رشيد كرامي رئيساً لمجلس الوزراء ووزيراً للمالية.
- فؤاد البزري وزيراً للأشغال العامة والنقل ووزيراً للموارد المائية والكهربائية.
- سعيد حمادة وزيراً للاقتصاد الوطني ووزيراً للزراعة.
- ميشال إده وزيراً للأنباء ووزيراً للبرق والبريد والهاتف.
- سليمان الزين، وزيراً للتربية الوطنية والفنون الجميلة ووزيراً للعمل والشئون الاجتماعية.
- ميشال خوري وزيراً للتصميم العام ووزيراً للسياحة.
- جورج حكيم وزيراً للخارجية والمغتربين.
- بدري المعوشي وزيراً للداخلية ووزيراً للدفاع الوطني.
- نسيب البربير وزيراً للصحة العامة.
- فؤاد رزق وزيراً للعدل.

## وصلات خارجية
- موقع رئاسة مجلس الوزراء الرسمي